# Kohorta (demografie)
Kohorta (z lat. kohors = ohrazené místo, pak zástup, dav) je označení souboru jedinců, u nichž ve stejném časovém úseku, typicky v určitém kalendářním roce, došlo ke stejné demograficky významné události (např. narození, sňatek, rozvod). Soubor osob, které uzavřely sňatek v roce 1980, se tedy označuje jako sňatková kohorta 1980 apod. Pojem se někdy nepřesně používá jako synonymum k souvisejícímu termínu generace, který označuje množinu osob, které se narodily ve stejném kalendářním roce.
V demografii je pojem kohorty východiskem kohortní analýzy, speciálního typu demografické analýzy. Kromě demografie se termín užívá také v oblasti marketingu.